# Премія Жозефа Плато
«Премія Жозефа Плато» (фр. Prix Joseph-Plateau, англ. Joseph Plateau Award) — бельгійська кінопремія, перше нагородження якою відбулося 1985 року на Фландрському міжнародному кінофестивалю в Генті.
Нагороди вручалися в декількох номінаціях за кінематографічні досягнення в кіноіндустрії та обмежувалися бельгійським кіно та бельгійськими продюсерами, режисерами та акторами.
Премія отримала свою назву на честь бельгійського фізика і математика, винахідника фенакістископу Жозефа Антуана Фердинанда Плато. Нагорода вважалася еквівалентом премії «Оскар» Американської кіноакадемії.
У 2001 році церемонія нагородження Премією Жозефа Плато була проведена спільно з Гентським міжнародним кінофестивалем, який від початку був співзасновником події. Остання церемонія нагородження відбулася 7 березня 2006 року в Генті. Натомість через кілька років були створені Фламандські Кінопремії (2010) та Премія «Магрітт» (2011).